# Scutovertex perforatulus
Scutovertex perforatulus är en kvalsterart som beskrevs av Mihelcic 1958. Scutovertex perforatulus ingår i släktet Scutovertex och familjen Scutoverticidae. Inga underarter finns listade i Catalogue of Life.